# Franz Herold (Schriftsteller)
Franz Herold (* 15. Februar 1854 in Böhmisch Leipa; † 12. August 1943 in Wien) war ein österreichischer Dichter und Schriftsteller.

## Leben
Franz Herold studierte an der Universität Prag, an der er zum Dr. phil. promovierte. Danach lehrte er als Gymnasialprofessor in Budweis, Kremsier, Prag sowie seit 1905–1908 am Akademischen Gymnasium Wien, wo er der Schriftsteller-Vereinigung Iduna angehörte. Franz Herold wirkte als „deutschbewusster“, heimatverbundener und religiöser Lyriker.

## Werke (Auswahl)
- Joseph Emanuel Hilscher, ein Dichterleben; 1888
- Wachsen und Werden, Gedichte, 1892
- Spuren, Gedichte, 1893
- Fremde und Vaterland, Dichtungen, 1895
- Ein Ausflug nach Ober-Ägypten, 1902
- Ernte, Ausgewählte Dichtungen, 1908
- Stillleben, Gedichte, 1914
- Aus Einsamkeit und Zeit, Gedichte und Sprüche, 1924
- Aus sonnigen Ländern, Reisebilder, 1924
- Stimmen und Gestalten des Waldes, Gedichte, 1934